# Tomasz Niewęgłowski
Tomasz Niewęgłowski herbu Jastrzębiec – miecznik halicki w latach 1756–1792, skarbnik kołomyjski w 1756 roku, konsyliarz ziemi halickiej w konfederacji radomskiej w 1767 roku

## Życiorys
Wybrany sędzią kapturowym ziemi halickiej w 1764 roku. W załączniku do depeszy z 2 października 1767 roku do prezydenta Kolegium Spraw Zagranicznych Imperium Rosyjskiego Nikity Panina, poseł rosyjski Nikołaj Repnin określił go jako posła wątpliwego dla realizacji rosyjskich planów na sejmie 1767 roku, poseł ziemi halickiej na sejm 1767 roku.